# Bad Salzungen

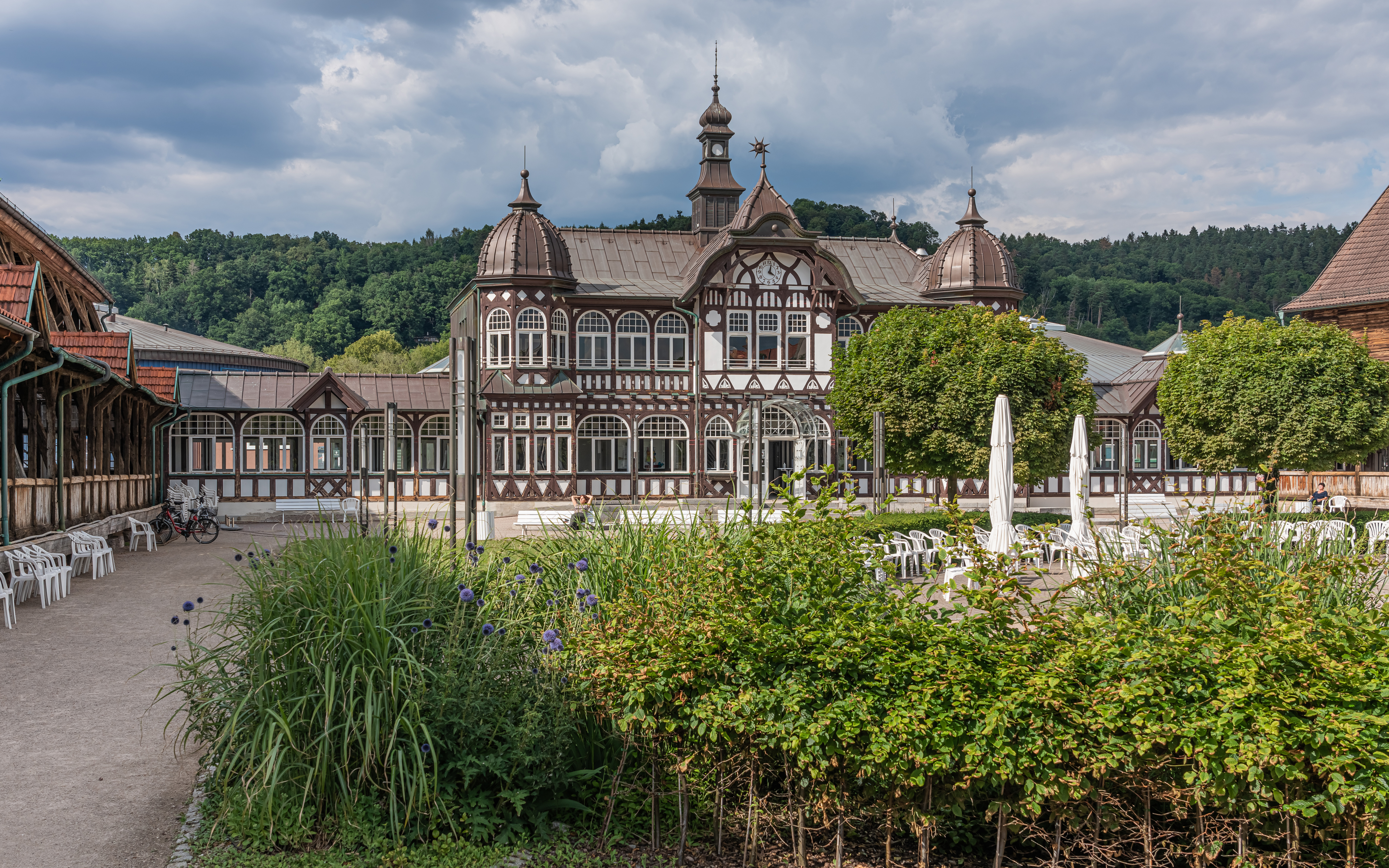

Bad Salzungen est une ville de Thuringe en Allemagne.

## Histoire
| Appartenances historiques Duché de Saxe-Gotha 1657–1680 Duché de Saxe-Meiningen 1680–1918 République de Weimar 1918–1933 Reich allemand 1933–1945 Allemagne occupée 1945–1949 République démocratique allemande 1949–1990 Allemagne 1990–présent |

## Patrimoine
- Abbaye d'Allendorf, ancienne abbaye cistercienne.

## Personnalités
Le compositeur et musicien Christian Friedrich Ruppe est né à Salzungen en 1753.
Bad Salzungen (jusqu'en 1923 : Salzungen) est une ville thermale de Thuringe (Allemagne). C'est le chef-lieu de l'arrondissement de Wartburg. La ville est une station thermale d'eau salée agréée par l'État depuis le début de 2009

## Jumelages
Bad Salzungen est jumelée avec les villes suivantes :
- Mezőkövesd (Hongrie) depuis 1969 ;
- Strakonice (Tchéquie) depuis 1977 ;
- Bad Hersfeld (Allemagne) depuis 1990 ;
- Ishøj (Danemark) depuis 1994.